# Manual de vuelo

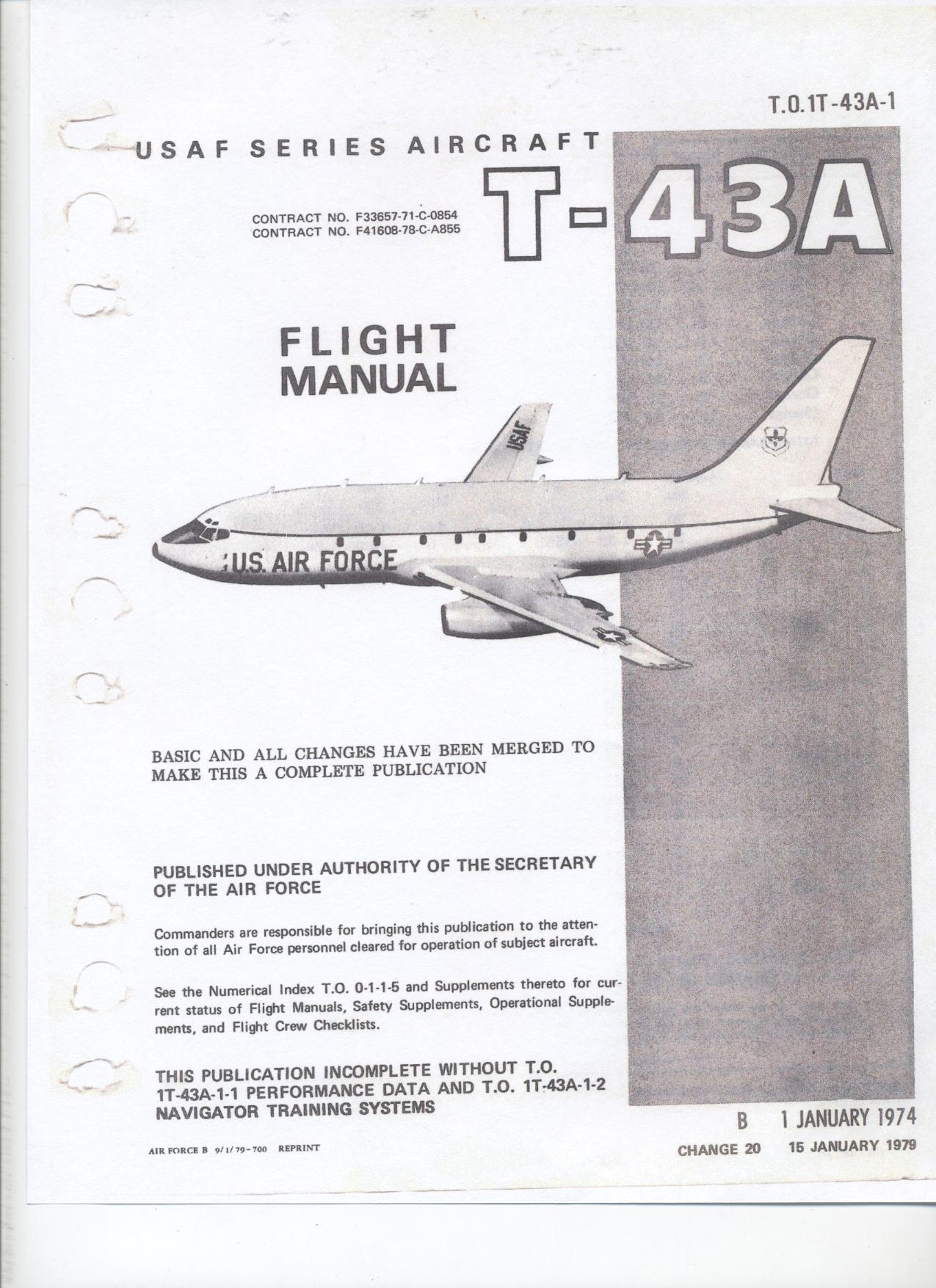
Título del Manual de Vuelo del Boeing T-43A

Un manual de vuelo de aeronave (AFM) es un libro en papel o en formato electrónico, que contiene toda aquella información que sea necesaria para operar con seguridad una aeronave. Si bien cada manual de vuelo está elaborado individualmente para cada aeronave específica, suele encontrarse que aeronaves del mismo tipo naturalmente tienen manual de vuelo que se encuentran en disposiciones similares. Esto también aplica a manuales de acuerdo a su origen nacional. A la información contenida en un manual de estas características también se la denomina Datos Técnicos de Aeronavegabilidad (TAWD), y por lo general, contendrá lo siguiente: 
- Limitaciones Operativas
- Procedimientos Operativos Normales
- Procedimientos Operativos  Anormales
- Procedimientos  de Emergencia
- Datos de Rendimiento e Información de Carga.

Un manual de vuelo de aeronaves también puede contener lo siguiente:
- Velocidades V
- Peso bruto de la aeronave
- Peso máximo de rampa
- Peso máximo al despegue
- Peso vacío del fabricante
- Peso vacío operativo
- Limitaciones del centro de gravedad
- Peso sin combustible
- Distancia de despegue
- Distancia de aterrizaje

Originalmente, los manuales de vuelo de las aeronaves eran elaborados bajo cualquier formato, y en el orden que el fabricante de la aeronave lo considerara apropiado. Finalmente, la Asociación de Fabricantes de Aviación General llegó a un acuerdo para estandarizar en una Especificación GAMA N.º 1 el formato de los manuales de vuelo para aviones y helicópteros de aviación general, que en la actualidad son conocidos como Manuales de Operación del Piloto o Pilot's Operating Handbook (POH).
Los capítulos de un POH siempre siguen el siguiente formato:
1. General
2. Limitaciones
3. Procedimientos de Emergencia
4. Procedimientos Normales
5. Rendimiento
6. Peso y Balance / Lista de Equipos
7. Descripción de los Sistemas
8. Manejo, Servicio y mantenimiento
9. Suplementos